# Netelia amamiensis
Netelia amamiensis är en stekelart som beskrevs av Konishi 2005. Netelia amamiensis ingår i släktet Netelia och familjen brokparasitsteklar. Inga underarter finns listade i Catalogue of Life.